# 卡米尔·卡什佳克
卡米尔·卡什佳克（捷克語：Kamil Kašťák，1966年5月8日—），捷克男子冰球运动员。他曾代表捷克斯洛伐克、捷克参加1992年和1994年冬季奥林匹克运动会冰球比赛，其中1992年冬季奥运会获得一枚铜牌。